# Wii Zapper
Wii Zapper (Wii laser ili Wii pucalo) ime je za plastičnu ljusku u kojoj se postavlja Wii Remote kroz koju se oponaša uloga oružja bilo vatrenog ili nekog drugog vrsta osobnog oružja.

## Povijest
Prema intervjuu sa Shigeruom Miyamotom, ideja o proširenju tipa Zapper nastala je kada je prvi put stvoren Wii Remote. Izjavio je: "Ono što smo otkrili je da je razlog zašto smo htjeli imati Zapper taj što kada držite Wii Remote, nekim ljudima može biti teško držati mirnu ruku."[nedostaje izvor]

## Dodaci za oružje
Unatoč službenoj ekspanziji Wii Zapper koju je objavio Nintendo neke periferne uređaje za oružje pokazale su drugi proizvođači. Prvi od njih pojavio se početkom travnja, kada je prodavač videoigara GameStop na svojoj web stranici naveo periferiju "Wii Blaster" s datumom izlaska 1. svibnja 2007. Izvorno naveden bez navedenog proizvođača, nagađalo se da je Wii Blaster Zapper, ali je od tada naznačeno da ga proizvodi treća strana, proizvođač dodatne opreme Core Gamer. Prema GameStopu od 5. svibnja 2007., datum izlaska Wii Blastera promijenjen je na 17. srpnja 2007.
Još jedna varijacija službenog Wii Zappera je Wii Light Gun. Dizajniran je poput puškomitraljeza, iako se ne prodaje s igrama.
Iako tehnički nije ekspanzija, pojedinosti o estetskom dodatku za oružje za Wii Remote i Nunchuk, nazvanom "Sharp Shooter", objavio je treći proizvođač Joytech. U ovom je dodatku Wii Remote smješten u cijevi pištolja. Nunchuk je postavljen u dršku tako da tipke Nunchuka služe kao okidači za oružje.
Novi periferni uređaj za oružje, Perfect Shot, dizajniran je kao alternativa Wii Zapperu, a dizajnirao ga je Nyko. Ima dizajn poput pištolja koji koristi samo Wii Remote. Ispod Perfect Shota je utor, gdje korisnik može pričvrstiti Nunchuk ili druge Wii Remote dodatke. Nyko je također izdao Pistol Grip, čahuru sličnog dizajna, ali kompatibilnu samo s njihovom alternativom Wand Wii Remote, zbog svojih digitalnih ulaza koji koriste njihov vlasnički priključak za proširenje.
Proizvođač dodatne opreme sa sjedištem u Hong Kongu, Brando, također je objavio dvije Wii puške: jedna od njih je 2-u-1 kombinirana svjetleća puška, koja vrlo podsjeća na Nyko Perfect Shot, dok je druga, nazvana Wii Cyber Gun, sličniji Zapperu.
Oružje samo za Wii Remote također je izdano uz igru Cocoto Magic Circus.
Kako bi se poklopio s izdavanjem videoigre Nerf N-Strike, pucačine laganim oružjem u arkadnom stilu, Hasbro je izdao N-Strike Switch Shot EX-3, funkcionalnu pucačinu Nerf strelica koja se može modificirati uklanjanjem mehanizma za pucanje strelica i zamijenivši ga Wii daljinskim upravljačem kako bi se mogao koristiti kao laka puščana čaura. Switch Shot dostupan je u paketu s igrom Nerf N-Strike i kao zasebna periferija.
Ostali periferni uređaji za oružje uključuju Wii Crossbow, Wii Magnum i Wii Shotgun. Granata ručnog topa također je objavljena u PAL regijama s The House of the Dead: Overkill, po uzoru na AMS pištolje koje su koristili glavni likovi u igrici.Uz Toy Story Maniju puštena je još jedna granata u obliku Toy Story Mania! u Europi.